# Turpinia macrosperma
Turpinia macrosperma är en pimpernötsväxtart som beskrevs av Cheng Chiu Huang. Turpinia macrosperma ingår i släktet Turpinia och familjen pimpernötsväxter. Inga underarter finns listade i Catalogue of Life.